# Inulina
La inulina és una família de glúcids complexos (polisacàrids), composts de cadenes moleculars de fructosa, és per tant un fructà (o fructosana), que es troben generalment en les arrels, tubercles i rizomes de certes plantes fanerògames com a substàncies de reserva (especialment a la família de les compostes). La inulina és un prebiòtic que es converteix en fructosa durant la digestió, encara que en petita proporció, ja que l'organisme humà manca d'enzims específics per a degradar-la, i és ben tolerada pels diabètics gràcies al fet que no requereix l'hormona insulina per al seu metabolisme. A més, en l'àmbit medicinal la inulina és una substància molt útil, ja que en no ser degradada per enzims endògens, i en filtrar en els glomèruls sense ser excretada ni reabsorbida en els túbuls, se sol utilitzar per a avaluar la funció renal en els glomèruls.